# Pueblo cuyano
Los cuyanos (en cuyonon: Koyonon) son una etnia que se originó en el archipiélago cuyano en Filipinas. Hablan el cuyano, una lengua bisaya. Practican una variante local de catolicismo popular que incorpora elementos de la etnorreligión cuyana.
Se han considerado como la élite politicoeconómica de la población paragüeña.